# Pryskus Attalus
Pryskus Attalus (zmarł po 416) – dwukrotny uzurpator z poparciem Wizygotów (409 i 414) w czasie panowania rzymskiego cesarza Honoriusza. 
Z pochodzenia Grek z Azji Mniejszej, był wpływowym senatorem. Sprawował urząd prefekta miasta Rzymu (praefectus urbi) w roku 409. Dwukrotnie został proklamowany cesarzem z nominacji Wizygotów: w roku 409 w Rzymie i w 414 w Burdigali. Oba te okresy rządów trwały po kilka miesięcy. 
Za pierwszym razem został wybrany cesarzem przez senat (ze wskazania króla Alaryka) podczas oblężenia Rzymu przez Wizygotów, kiedy Honoriusz, przebywając w Rawennie, nie śpieszył z pomocą miastu. Zanim ogłoszono go cesarzem przyjął chrzest w obrządku ariańskim. W grudniu 409 na jego stronę przeszedł Jowiusz będący dowódcą wojsk cesarskich.
Mimo wstępnie wysuniętej przez Honoriusza propozycji podziału imperium, Attalus okazał nieprzejednanie zezwalając legalnemu władcy jedynie na wybór miejsca wygnania. Tymczasem jego wojska zostały w Afryce pokonane przez cesarskie wojska komesa Herakliana, co poskutkowało krytycznym przerwaniem zaopatrzenia Rzymu w dostawy żywności z Afryki. Zagrożenie głodem skłoniło Alaryka do usunięcia Pryskusa i wznowienia negocjacji z prawowitym cesarzem. Pierwszy okres uzurpacji zakończył się zatem w lipcu 410, gdy Alaryk uznał, iż stanowi ona przeszkodę dla jego rokowań z Honoriuszem.
Po raz drugi został samozwańczo ogłoszony cesarzem przez następnego wizygockiego króla Ataulfa w 414, w ramach zemsty za blokadę lądowo-morską stosowaną wobec Wizygotów przez cesarskiego magister militum Flawiusza Konstancjusza. Ostatecznie Pryskus został opuszczony przez Wizygotów bądź pojmany przez ludzi cesarza i okaleczony. Zmuszono go do uczestniczenia w triumfie Honoriusza na ulicach Rzymu w roku 416, a następnie zesłano na Wyspy Liparyjskie, gdzie zmarł.